# Karl Blomberg
Karl Johan Jakob Blomberg, född 28 maj 1895 i Vist i Vists församling, Östergötlands län, död 13 december 1957 i Linköping, Östergötlands län, var en svensk konstnär.Gift med Hilda Maria.
Blomberg var autodidakt som konstnär men fick viss vägledning av Albert Sjöström och under studieresor till Norge och Finland. Han ställde ut separat första gången på Thurestams Galleri i Stockholm 1943 och därefter Jönköping 1943, Eskilstuna 1944, Linköping och Kristianstad 1945 samt i Stockholm och Södertälje 1948. Han har vidare medverkat i ett stort antal samlingsutställningar. Blomberg har deltagit i ÖKF jurybedömda salonger 1940, 1941, 1944, 1945, 1946 samt 1953. Hans konst består av landskap, fjällmotiv, skogsmotiv, kustbilder, blommor och figurtavlor med fiskartyper. Blomberg är representerad i Nationalmuseum med "Östergötlands landskap" i olja.